# Marco Ruiz
Marco Ruiz (Asunción, 2 december 1974) is een professionele golfer uit Paraguay.
Ruiz' peetoom Vicente Fernández bracht hem op jonge leeftijd de liefde voor het golfspel bij.

## Amateur

### Gewonnen
- 1989: Paraguay Junior Championship
- 1990: Paraguay Junior Championship, Argentine Junior Championship
- 1991: Amateur Argentine Open, Paraguay Junior Championship, Argentine Junior Championship

## Professional
Ruiz werd in 1992 professional. In 2005 speelde hij op de Europese Challenge Tour en promoveerde aan het einde van het seizoen naar de Europese PGA Tour van 2006. Daar had hij onvoldoende succes, dus in 2007 was hij weer terug op de Challenge Tour. Eind 2008 ging hij naar de Tourschool en haalde de 22ste kaart.
In 2003 speelde hij het Brits Open op de Royal St George's Golf Club en stond de eerste twee rondes in de top-5. Hij heeft in Europa nog niets gewonnen. Zijn grootste overwinning in Zuid-Amerika was het Argentijns Open in 2007.

### Gewonnen

#### Challenge Tour
- 2007: Abierto Visa de la Republica presented by Jeep (telt ook voor de Tour de las Americas)

#### Elders
- 1999: PGA Kampioenschap (Venezuela)
- 2001: Abierto del Litoral (Argentinië)
- 2007: Carlos Franco Invitational (Paraguay), Prince of Wales Open (Chili)

### Teams
- World Cup: 2003, 2005